# Mauricio Segovia
Mauricio Salvador Segovia Piffautt (Punta Arenas, Chile; 30 de diciembre de 1977) es un exfutbolista chileno que jugaba como defensa.

## Trayectoria
Formado en las inferiores de Universidad Católica, debutó como profesional en 1997, obteniendo rápidamente un título, el Apertura 1997. En 1999 es traspasado a Unión Española, en su segundo año como equipo de la Primera B, aunque para esa temporada el equipo hispano logró el título y ascenso a Primera División. Luego regresó a Católica, donde consiguió otro campeonato, estuvo algunos años en el extranjero, específicamente en Puerto Rico y Estados Unidos, y después representó a varios clubes del fútbol chileno. En 2012 fichó por San Marcos de Arica, ganando el torneo de Primera B de aquel año, con Luis Marcoleta como su entrenador. El club ariqueño estuvo medio año en Primera División, y Segovia fue despedido mediante mensaje de WhatsApp del presidente, por lo que emigró a Magallanes, a mediados de 2013, en donde finalizó su carrera a mediados del 2014.
Desde el segundo semestre del 2014 al primero del 2015 se desempeñó como entrenador del fútbol joven de Magallanes, específicamente de la serie Sub-17. Desde el segundo semestre de 2015 se integró al cuerpo técnico de Curicó Unido, como ayudante técnico del entrenador Luis Marcoleta, obteniendo el campeonato de Primera B 2016-17, manteniéndose en el cargo en la actualidad en la Primera A.

## Clubes
| Club                  | País           | Año       |
| --------------------- | -------------- | --------- |
| Universidad Católica  | Chile          | 1997-1999 |
| Unión Española        | Chile          | 1999      |
| Deportes Antofagasta  | Chile          | 2000-2001 |
| Universidad Católica  | Chile          | 2001-2004 |
| Palestino             | Chile          | 2004-2005 |
| Puerto Rico Islanders | Puerto Rico    | 2006-2007 |
| Carolina RailHawks FC | Estados Unidos | 2008      |
| Provincial Osorno     | Chile          | 2009      |
| Curicó Unido          | Chile          | 2010      |
| Deportes Puerto Montt | Chile          | 2011      |
| San Marcos de Arica   | Chile          | 2012-2013 |
| Magallanes            | Chile          | 2013-2014 |

## Palmarés

### Campeonatos nacionales
| Título           | Club                 | País  | Año    |
| ---------------- | -------------------- | ----- | ------ |
| Primera División | Universidad Católica | Chile | 1997-A |
| Primera B        | Unión Española       | Chile | 1999   |
| Primera División | Universidad Católica | Chile | 2002-A |
| Primera B        | San Marcos de Arica  | Chile | 2012   |